# Аккурай
Аккурай (каз. Аққурай, до 24.02.2006 г. — Шильная Балка) — аул в Казталовском районе Западно-Казахстанской области Казахстана. Входит в состав Болашакского сельского округа. Код КАТО — 274837400.

## Население
В 1999 году население аула составляло 306 человек (152 мужчины и 154 женщины). По данным переписи 2009 года, в ауле проживало 229 человек (115 мужчин и 114 женщин).